# Scary Movie 3
Scary Movie 3 (2003) és una pel·lícula estatunidenca dirigida per David Zucker. És la tercera part de la saga còmica de Scary movie. Aquest lliurament té com a protagonistes principals als actors Charlie Sheen, Anna Faris i Simon Rex.

## Argument
Una cinta de vídeo misteriós està circulant entre els adolescents. Un cop mires aquesta cinta tens set dies de vida. La reportera Cindy Campbell és testimoni d'aquesta cinta de vídeo i tracta de trobar una manera d'evitar la mort. Però aquest no és l'únic misteri que apareix en la pel·lícula, també hi ha uns cercles en els cultius de la granja local de Tom (Sheen) i George (Rex). Amb l'ajuda de la tia Shaneequa, Cindy sospita que els alienígenes poden estar relacionats amb la cinta i ara ha de resoldre els misteris abans que sigui la fi del món.

## Repartiment
| Personatge                  | Actor            |
| --------------------------- | ---------------- |
| Cindy Campbell              | Anna Faris       |
| Reverend Tom                | Charlie Sheen    |
| Brenda Meeks                | Regina Hall      |
| Orfeo                       | Eddie Griffin    |
| Ross Giggins                | Jeremy Piven     |
| Annie, dona del reverend    | Denise Richards  |
| George Logan                | Simon Rex        |
| Shaneequa                   | Queen Latifah    |
| President dels Estats Units | Leslie Nielsen   |
| Soldat Champlin             | Camryn Manheim   |
| Arquitecte                  | George Carlin    |
| Becca                       | Pamela Anderson  |
| Kate                        | Jenny McCarthy   |
| Agent Thompson              | Ja Rule          |
| Pare Muldoon                | Darrell Hammond  |
| Mahalik                     | Anthony Anderson |
| C.J.                        | Kevin Hart       |
| John Wilson                 | D.L. Hughley     |

## Paròdies
- The Ring: trama de la pel·lícula.
- Senyals (pel·lícula): també trama de la pel·lícula.
- 8 Mille: també trama de la pel·lícula.
- Matrix: també trama de la pel·lícula.
- The Others: escena on apareix Michael Jackson.
- The Texas Chainsaw Massacre: quan Tabitha agafa la serra elèctrica.
- El fotógrafo: quan Cindy agafa els dibuixos de Cody i els passa ràpidament formant una animació.
- Gothika: en la part final, quan Cindy s'ajup per veure el pou i Tabitha apareix per darrere.
- Els Senyor dels Anells: quan Pamela Anderson atén la trucada telefònica de la seva mare, i la mare li diu "preciosa" fent servir l'accent de Gollum.
- The house of the death: al principi de la pel·lícula i quan apareixen els zombis.
- Pet Sematary: a l'enterrament de Brenda.
- Grand Theft Auto: San Andreas (videojoc): a la pel·lícula surten alguns dels personatges del joc, per exemple CJ i Ryder.

## Banda sonora
- "Just Got Serious" - by Buku Wise featuring Young Dre
- "Mexican Hat Rap" - by Delinquent Habits
- "Ridin Rollin" - by N-Kroud Kliq
- "Do You Wanna" - by Jug
- "Smoke It Up" - by Kebyar
- "Fearless" - by Dame Lee
- "Who U Lookin' At" - by Gage
- "Rock Rock, Bounce Bounce" - Dame Lee, Featuring Jug
- "White Boy" - by Simon Rex, Featuring Kevin Heart & the SM3 crew
- "Mayhem Remix" - by Jug, Featuring G-Man & Roz

## Saga
- Scary Movie (2000)
- Scary Movie 2 (2001)
- Scary Movie 4 (2006)
- Scary Movie 5 (2011)